# Liste der Bodendenkmäler in Geratskirchen
Auf dieser Seite sind die Bodendenkmäler in der niederbayerischen Gemeinde Geratskirchen zusammengestellt. Diese Tabelle ist eine Teilliste der Liste der Bodendenkmäler in Bayern. Grundlage ist die Bayerische Denkmalliste, die auf Basis des Bayerischen Denkmalschutzgesetzes vom 1. Oktober 1973 erstmals erstellt wurde und seither durch das Bayerische Landesamt für Denkmalpflege geführt wird. Die folgenden Angaben ersetzen nicht die rechtsverbindliche Auskunft der Denkmalschutzbehörde.

## Bodendenkmäler in Geratskirchen
| Lage                    | Objekt | Akten-Nr.     | Bild                                                          |
| ----------------------- | --- | ------------- | ------------------------------------------------------------- |
| (Standort)              | Siedlung des Jung- und Endneolithikums (Altheimer Kultur, Chamer Kultur).                                                                     | D-1-7641-0021 |                                                               |
| (Standort)              | Grabhügel vorgeschichtlicher Zeitstellung, daraus Funde der späten Bronzezeit.                                                                | D-2-7641-001  |                                                               |
| (Standort)              | Verebneter Burgstall des hohen und späten Mittelalters.                                                                                       | D-2-7641-0002 |                                                               |
| (Standort)              | Untertägige mittelalterliche und frühneuzeitliche Befunde und Funde im Bereich der katholischen Filialkirche St. Nikolaus in Zwecksberg.      | D-2-7641-0032 |                                                               |
| Kirchenweg 2 (Standort) | Untertägige spätmittelalterliche und frühneuzeitliche Befunde und Funde im Bereich der katholischen Pfarrkirche St. Martin von Geratskirchen. | D-2-7641-0033 | Untertägige spätmittelalterliche und frühneuzeitliche Befunde |
| (Standort)              | Verebneter Turmhügel des hohen oder späten Mittelalters.                                                                                      | D-2-7642-0071 |                                                               |
| (Standort)              | Siedlung des Jung- oder Endneolithikums. | D-2-7642-0072 |                                                               |